# Церковь Святого Ботольфа (Олдгейт)
Церковь Святого Ботольфа (Олдгейтская церковь; англ. St Botolph's Aldgate) — англиканская приходская церковь в районе Олдгейт (Сити) города Лондона (Великобритания); современное кирпичное здание церкви было построено в XVIII веке.

## История и описание
Церковь Святого Ботольфа в Олдгейте является одной из четырех церквей в средневековом Лондоне, посвященных Святому Ботольфу (Ботвульфу). Каждый такой храм стоял у городских ворот. Современные исследователи предполагают, что церковь недалеко от Олдгейта являлась первой в Лондоне, из посвященных Ботольфу. К концу XI века Святой Ботольф считался покровителем границ, а также — торговли и путешествий.
Самое раннее из известных письменных упоминаний о церкви в Олдгейте датируется 1115 годом, когда храм был передано приорату Святой Троицы (Holy Trinity Priory). Весьма вероятно, что храм был основан ранее 1066 года. Самое раннее упоминание о церковном кладбище относится к 1230 году. Церковь была перестроена в XVI веке на средства приората Святой Троицы и повторно отреставрирована в 1621 году. Здание избежало разрушения в период Великого лондонского пожара 1666 года.
В начале XVIII века оно было описано как «старая церковь, построенная из кирпича, щебня и камня, перестроенная и… готическая». Здание того времени было 78 футов (24 м) в длину и 53 фута (16 м) в ширину; башня-колокольня, на которой размещались шесть колоколов, имела высоту около 100 футов (30 м). Данное здание было полностью перестроено в период между 1741 и 1744 годами по проекту архитектора Джорджа Дэнса-старшего. Ряд элементов убранства из старого здания был сохранён и переустановлен в новой церкви. Интерьер был обновлён архитектором Джоном Фрэнсисом Бентли в конце XIX века.
Во время Второй мировой войны церковь несколько раз подвергалась сильным разрушениям от бомбардировок «Блица», но была отреставрирована. 4 января 1950 года церковное здание было внесено в список памятников архитектуры первой степени (Grade I). После реставрации церковь сильно пострадала в результате нового пожара, в 1965 году, что потребовало дальнейшего восстановления. Храм был заново освящен 8 ноября 1966 года епископом Лондона в присутствии королевы Елизаветы II.